# 1,3-diaminopropan
1,3-Diaminopropan (systematický název propan-1,3-diamin) je organická sloučenina se vzorcem H2N(CH2)3NH2, patřící mezi diaminy, izomerní s 1,2-diaminopropanem. Rozpouští se ve vodě a mnoha polárních organických rozpouštědlech.
Používá se při přípravě heterocyklických a komplexních sloučenin a při úpravě textilu. Získává se aminací akrylonitrilu a následnou hydrogenací vzniklého aminopropionitrilu.
Příklady látek získávaných z 1,3-diaminopropanu jsou léčiva piroxantron a losoxantron.